# Miron Sycz

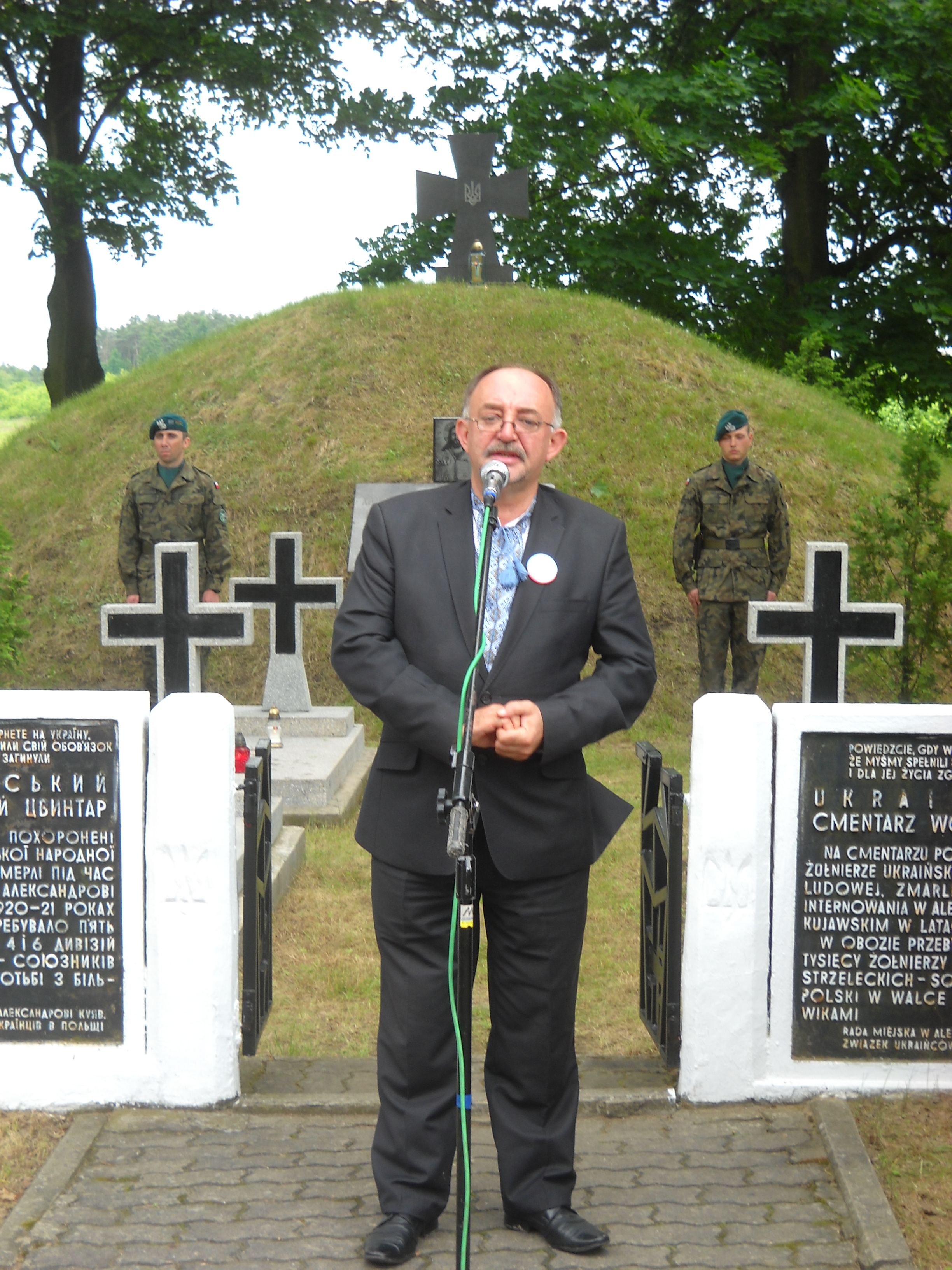
Miron Sycz

Miron Sycz (ukrainisch Мирон Сич; * 3. Januar 1960 in Ostre Bardo; † 4. April 2024) war ein polnischer Politiker ukrainischer Nationalität der Platforma Obywatelska (Bürgerplattform).
Seine Familie stammte aus dem Powiat Jarosławski und wurde 1947 im Rahmen der Akcja Wisła aus dem Süden Polens in den Norden zwangsumgesiedelt. Er besuchte die Grundschule in Stopki und anschließend die ukrainische Klasse des Gymnasiums in Górowo Iławeckie. Anschließend studierte Sycz an der Pädagogischen Hochschule Olsztyn (Wyższa Szkoła Pedagogiczna w Olsztynie), welche er mit einem Magister in Mathematik verließ. Am 1. September 1984 begann er ein Studium am Gymnasium in Górowo Iławeckie. 1990 war er einer der Mitbegründer des Schulzentrums mit ukrainischer Unterrichtssprache in Górowo Iławeckie und bis 2007 dessen Direktor. 1998 wurde er in den Sejmik der Wojewodschaft Ermland-Masuren gewählt. Bei den Parlamentswahlen 2007 konnte Miron Sycz mit 9075 Stimmen im Wahlkreis 34 Elbląg ein Mandat für den Sejm erringen. Er arbeitete dort in den Kommissionen für nationale und ethnische Minderheiten sowie Umweltschutz.
Miron Sycz war verheiratet.
Er starb am 4. April 2024 im Alter von 64 Jahren.